# ایروما ۸۹۲۴
سیارک ۸۹۲۴ (به انگلیسی: 8924 Iruma، نامگذاری:1996XA32) هشت هزار و نهصد و بیست و چهارمین سیارک کشف شده‌است که در ۱۴ دسامبر ۱۹۹۶ کشف شد.
قدر مطلق سیارک برابر ۱۴٫۶۰ است.